# Han Ju-Yeop
Han Ju-Yeop (en coreano: 한주엽; 21 de abril de 1999) es un deportista surcoreano que compite en judo.
Participó en los Juegos Olímpicos de París 2024, obteniendo una medalla de bronce en la prueba de equipo mixto. Ganó una medalla de bronce en el Campeonato Asiático de Judo de 2024, en la categoría de –90 kg.

## Palmarés internacional
| Juegos Olímpicos    | Juegos Olímpicos  | Juegos Olímpicos  | Juegos Olímpicos |
| Año                 | Lugar             | Medalla           | Categoría        |
| ------------------- | ----------------- | ----------------- | ---------------- |
| 2024                | París (Francia)   | Medalla de bronce | Equipo mixto     |
| Campeonato Asiático |                   |                   |                  |
| Año                 | Lugar             | Medalla           | Categoría        |
| 2024                | Hong Kong (China) | Medalla de bronce | –90 kg           |